# Pravda
 Ovo je glavno značenje pojma Pravda. Za druga značenja pogledajte Pravda (razdvojba).
Pravda označava idealno stanje društvenih međudjelovanja u kojim vlada poštena i nepristrana ravnoteža interesa i raspodjela dobara kao i mogućnosti između osoba ili skupina. Predstavlja vrijednosno načelo raspodjele koje određuje koliko dobara i koliko tereta (prava i obveza) treba dati subjektima društvenih odnosa. Obzirom na to da raspodjelu, preko zakona vrši država, evidentno je da između pravde i prava postoji neraskidiva veza.
Pravda je i koncept pravičnog i moralnog postupanja prema svim osobama (fizička osoba i pravna osoba), posebno u zakonu. Na pravdu se često gleda kao na stalni napor da se čini ono što je ispravno. 
Međutim neki pisci kao primjerice Hans Kelzen pravdi ne pridaje neki veći značaj (iako priznaje da je ona neophodni pokretač ljudskog djelovanja), zato što u modernom društvu postoje samo interesi različitih društvenih skupina i njihov sukob. Taj se sukob može, od strane poretka, riješiti na dva načina - ili će se zadovoljiti interesi jedne skupine, na štetu druge; ili će se naći kompromis gdje nijedna od strana neće dobiti, ali ni mnogo izgubiti. Koje je od ova dva rješenja "pravedno" u datom trenutku, nemoguće je odrediti, jer pravda nije racionalna kategorija, odnosno ne postoji način da se ona precizno utvrdi ili izmjeri.

## Vrste pravde
Još je Aristotel podjelio pravdu. Po njemu, postoje dvije vrste pravde - komutativna (ili korektivna) i distribucijska.
Korektivna počiva na načelu aritmetičke jednakosti - za izvršenu radnju, slijedi odgovarajuće protivčinjenje; dok se distributivna oslanja na geometrijsku jednakost - postoji jedan viši subjekt (npr. država) koji potčinjenim subjektima, prema unaprijed utvrđenim kriterijima, raspodjeljuje prava i obveze.

## Pravednost
Pravednost je idealno, moralno ispravno stanje stvari ili ličnosti.

### Platonovo određenje pravednosti
Platon daje sljedeću definiciju za »pravednost«: »Pravednost je posjedovanje i djelovanje onoga što kome pripada« (433).
To znači da svatko za svoj rad ima dobivati onoliko koliko taj rad vrijedi, i da ima raditi ono za što je najsposobniji. 
Prema tome, pravedan je onaj čovjek koji stoji baš na pravom mjestu, i vrši ono što najbolje može obavljati, i punom i jednakom mjerom vraća za ono što dobiva. 
I zato bi društvo pravednih ljudi bilo najharmoničnija i za rad najsposobnija skupina, jer bi svaki član stojao na svome mjestu i vršio funkciju za koju ga je priroda odredila, slično instrumentima i savršenom orkestru.
Tako organizirano, društvo bi bilo sposobno za daljnji život; i pravednost bi dobila neku vrstu darvinovske potvrde. 
Pravednost je taxis kai kosmos - poredak i ljepota - duševnih dijelova; to je duši ono isto što i zdravlje tijelu. Svatko zlo je disharmonija; i to između čovjeka i prirode, ili između čovjeka i drugih ljudi, ili između čovjeka i njegove vlastite prirode.